# Tea (rivière)
Le Tea est un cours d’eau situé en Espagne dans la communauté autonome de la Galice.
Sa longueur est de 50 km.

## Source de la traduction
- (es) Cet article est partiellement ou en totalité issu de l’article de Wikipédia en espagnol intitulé « Río Tea » (voir la liste des auteurs).